# Stomachaches
 (mars 2018).

Stomachaches (stylisé en .STOMACHACHES.) est le premier album studio solo de Frank Iero, membre du groupe de rock alternatif My Chemical Romance. Il a été réalise entre 2012 et 2014 et est sorti le 25 août 2014.

## Liste des chansons
1. All I Want Is Nothing
2. Weighted
3. Blood Infections
4. She's the Prettiest Girl at the Party, and She Can Prove It with a Solid Right Hook
5. Stitches
6. Joyriding
7. Stage 4 Fear of Trying
8. Tragician
9. Neverenders
10. Smoke Rings
11. Guilttripping
12. Where Do We Belong? Anywhere but Here